# Heinrich Sulze
Heinrich Sulze (* 9. Mai 1888 in Leipzig; † 24. April 1958 in Dresden) war ein deutscher Architekt, Bauforscher und Baubeamter.
Heinrich Sulze besuchte das König-Albert-Gymnasium in Leipzig und studierte danach an der Technischen Hochschule Dresden Architektur. 1912 beendete er das Studium und legte 1920 das Staatsexamen zum Regierungsbaumeister ab. Ein Jahr später folgte in Dresden die Promotion zum Dr.-Ing. mit einer Arbeit über die Straßenhallen in Bologna. Zwischen 1921 und 1945 war Sulze am Institut für Städtebau und Siedlungswesen in Dresden beschäftigt. Zudem war er Mitglied der Freien Akademie des Städtebaus. Die Habilitation mit einer Arbeit zur Geschichte der Gartenkunst erfolgte 1923. Seit 1928 war Sulze außerordentlicher Professor. 1942 lehrte er als Gastprofessor an der Universität Neapel. Während der Luftangriffe auf Dresden verlor Sulze 1945 einen Großteil seiner Vorarbeiten, insbesondere zur Geschichte der Gartenkunst, zum Städtebau Pompejis und diverse wissenschaftliche Skizzen. Nach 1945 widmete er sich dem Wiederaufbau. Er war hier vor allem als städtebaulicher Planer im Range eines Regierungsbaurates für die im Zuge des Zweiten Weltkrieges stark zerstörten Städte Altenberg und Hoyerswerda tätig. Danach war er Sachverständiger im Auftrage des Instituts für Denkmalpflege, um bei der Erhaltung der historischen Park- und Gartenanlagen mitzuwirken. Auch für den Schlossgarten von Mosigkau war er neben Hermann Schüttauf verantwortlich. Daneben wirkte er dank seiner archäologischen Kenntnisse auch bei der archäologischen Erforschung Dresdens ebenso wie beim Versuch der Erhaltung alten Baubestandes (Entwurf für die Sophienkirche) mit. Seine letzte große Arbeit widmet sich somit auch einer umfassenden archäologischen Dokumentation der Stadt Dresden.
Sulze beschäftigte sich in seinen Jahren an der Technischen Hochschule Dresden immer wieder mit Fragen der antiken Gartenkunst. Zudem nahm er an Ausgrabungen in Samos und Tyrins teil. Mehr als zwei Jahrzehnte forschte er zudem in Pompeji, wo er sich insbesondere mit der Baugeschichte und der städtebaulichen Einordnung der Stabianer Thermen befasste. Sulze vereinte in sich wissenschaftliche Akribie und musische Begabung, die er nicht zuletzt für seine zeichnerischen Rekonstruktionen zu nutzen wusste. Georg Karo lobte etwa, dass in Sulzes Zeichnungen erstmals die künstlerische Bedeutung mykenischer Bauten klar wurde. Er war Mitglied des Deutschen Archäologischen Instituts.
von 1933 bis 1945 gehörte er der NSDAP und ab 1946 der LDPD an.